# Шампань (графство)
Графство Шампань (фр. Comté de Champagne) — средневековое французское графство, сложившееся в конце XI — середине XII века на территории ранее существовавших графств Труа и Мо. Правители графства, носившие титул «пфальцграф Шампани и Бри» (фр. Comtes palatins de Champagne et de Brie), владели территорией, располагавшейся на юге исторической области Шампань. Столицей графства сначала был Труа, позже ей стал Провен.
В 1234 году граф Тибо IV унаследовал также королевство Наварру (под именем Теобальдо I), после чего Шампань оказалась в династической унии с королевством. После того как Жанна I вышла замуж за будущего короля Франции Филиппа IV, Шампань и Наварра оказались в унии с Францией. После смерти Филиппа IV в 1314 году Шампань оказалась включена в состав французского королевства, став его провинцией.

## История
Ещё в VI—VIII веках существовали герцоги Шампани. В IX веке на территории Шампани появляются графства, два из которых, Труа и Мо, в середине X века оказываются в руках представителей династии Гербертинов, а после прекращения династии в 1022 переходят к Эду II, графу Блуа, Шартра, Шатодёна, Провена и Тура, и с этого времени управляются представителями династии Тибальдинов.
Впервые «графом Шампани» был назван в хронике Альберика де Труа-Фонтене Гуго I (ум. 1126), граф Труа с 1093. В 1125 году он отрёкся от своих владений и вступил в орден Тамплиеров, завещав Труа графу Блуа Тибо IV Великому (Тибо II как графу Шампани).
После смерти Тибо II (IV) Великого его владения были разделены между сыновьями. Шампань и Бри достались Генриху I Щедрому. Он был сюзереном приблизительно 2 тысяч вассалов — немногие феодалы Франции могли с ним в этом сравниться. Благодаря этому Шампанское графство стало одним из самых безопасных мест для торговли, что привело к бурному развитию ярмарок в Шампани. Эти ярмарки, которым покровительствовали графы Шампани, стали центрами торговых и финансовых операций, куда съезжались торговцы не только со всей Франции, но и со всей Европы. Сестра Генриха I, Адель Шампанская, была женой короля Франции Людовика VII и матерью его наследника, Филиппа II Августа, а сам он был женат на дочери Людовика от брака с Алиенорой Аквитанской. Благодаря этому графы Шампани находились в близком родстве с королями Франции и Англии.
Наследник Генриха I, Генрих II, принимал участие в третьем крестовом походе, став королём Иерусалимского королевства. Он погиб в 1197 году от несчастного случая. Ещё до отправления в поход Генрих завещал Шампань своему младшему брату Тибо III.
Тибо III женился на Бланке Наваррской, дочери короля Наварры Санчо VI. Он умер в 1201 году, и его смерть вызвала династический кризис. На этот момент у него была только малолетняя дочь, кроме того жена была на последнем месяце беременности. Уже после смерти мужа она родила сына, Тибо IV, ставшего новым графом Шампани под регентством матери. Однако обстановка в графстве была напряжённой: Генрих II, готовясь к крестовому походу, оставил большие долги. Кроме того, права на Шампань предъявили Филиппа Шампанская, дочь Генриха II, и её муж и сеньор де Рамерю Эрар де Бриенн, происходивший из могущественного шампанского рода Бриеннов. В результате разгорелась Война за шампанское наследство. Первый этап начавшейся в 1216 году войны продолжался с перерывами до 1222 года, когда её остановило вмешательство короля Франции Филиппа II Августа, герцога Бургундии Эда III и императора Фридриха II. В 1231 году права на Шампань предъявила Алиса Шампанская, другая дочь Генриха II. Её поддержали многие французские бароны, недовольные поддержкой графом Тибо IV Бланки Кастильской, регента французского королевства при малолетнем Людовике IX. Только в 1234 году Алиса согласилась отказаться от своих прав на Шампань в обмен на выплату ей компенсации. Чтобы рассчитаться с ней, Тибо IV пришлось продать французскому королю наследственные права на графства Блуа, Сансер и Шатодён.
Граф Тибо IV, известный также как трубадур, пользовался влиянием при французском дворе. В 1234 году он после смерти брата матери унаследовал титул короля Наварры, где он правил под именем Тебальдо I. Таким образом Шампань оказалась в личной унии с Наваррским королевством.
Тибо IV умер в 1253 году, после чего Шампанью последовательно правили его сыновья Тибо V и Генрих III (I) Толстый. Генрих умер в 1274 году, его наследницей стала малолетняя дочь Жанна, регентом при которой была мать, Бланка д’Артуа, которая обручила дочь с Филиппом, вторым сыном короля Франции Филиппа III Смелого. Брак между Жанной и принцем Филиппом, который к тому моменту стал наследником отца, был заключён в 1284 году. После того как Филипп в 1285 году наследовал отцу под именем Филипп IV, Наварра и Шампань оказались в династической унии с французским королевством. После смерти Филиппа IV Шампань оказалась присоединена к королевскому домену. Окончательное присоединение к французской короне произошло в 1335 году, после чего Шампань стала французской провинцией.